# Tom Waits/Filmografie

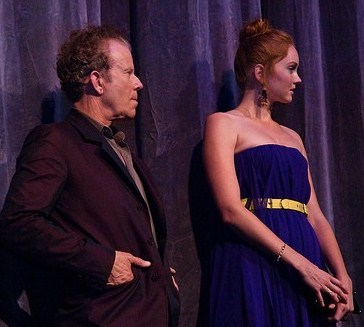
Waits mit Lily Cole bei der Premierenfeier zu Das Kabinett des Doktor Parnassus

Tom Waits Filmografie nennt die Filme, in denen der Musiker und Filmschauspieler Tom Waits mitgewirkt hat. Waits, der vor allem als Musiker und Komponist bei zahlreichen Soundtracks mitwirkte oder diese vollständig erstellte, spielte außerdem in etwa 30 Filmen als Darsteller mit.
Er hatte sein Filmdebüt mit einer kleinen Rolle in dem Film Vorhof zum Paradies von Sylvester Stallone. 1982 arbeitete er zum ersten Mal bei dem Film Einer mit Herz mit Francis Ford Coppola zusammen und schrieb den Soundtrack, außerdem war er als Trompeter zu sehen. Waits wurde bei der Oscarverleihung 1983 für die Beste Filmmusik nominiert. Seit diesem Film wirkte er mehrfach in Filmen von Coppola mit, zuletzt 2011 in dem Film Twixt. Daneben arbeitete er als Schauspieler mehrfach mit Jim Jarmusch zusammen. In den meisten Filmen tritt Tom Waits als Nebendarsteller auf, häufig als Musiker oder direkt als er selbst; eine Ausnahme bildet etwa der von Jim Jarmusch produzierte Film Down by Law, bei dem er einer der Hauptdarsteller ist.

## Erklärung
- Jahr: Nennt das Jahr, in dem der Film erstmals erschienen ist.
- Deutscher Titel: Nennt den deutschen Titel des Films. Manche Filme sind nie in Deutschland erschienen.
- Originaltitel: Nennt den Originaltitel des Films.
- Regisseur: Nennt den Regisseur des Films.
- Genre: Nennt das Genre des Films (bsp. Abenteuerfilm, Science-Fiction, Horrorfilm, Komödie oder Drama).
- Min.: Nennt die ursprüngliche Länge des Films in der Kinofassung in Minuten. Manche Filme wurden später gekürzt, teilweise auch nur für deutschen Filmverleih. Kinofilme haben 24 Vollbilder pro Sekunde. Im Fernsehen oder auf DVD werden Filme im Phase-Alternating-Line-System (PAL) mit 25 Vollbildern pro Sekunde gezeigt, siehe PAL-Beschleunigung. Dadurch ist die Laufzeit der Filme im Kino um vier Prozent länger als im Fernsehen, was bei einer Kinolaufzeit von 100 Minuten eine Lauflänge von 96 Minuten im Fernsehen bedeutet.
- Credit: Nennt, ob Tom Waits im Film im Vor- und/oder Abspann genannt wird (Ja), oder nicht (Nein).
- Rolle: Beschreibt die Rolle von Tom Waits in groben Zügen. Unter Anmerkung stehen weitere Informationen zum Film.

## Filme
Die Liste der Filme enthält alle Kinofilme, bei denen Tom Waits eine Rolle gespielt hat, sowie eine Auswahl von Fernsehserien mit seiner Beteiligung. Außerdem enthalten ist eine Auswahl von Filmen, bei denen er eine Sprechrolle hatte (vor allem Zeichentrickfilme).
| Inhaltsverzeichnis | 1970er | 1980er | 1990er | 2000er | 2010er | 2020er |

| Jahr | Deutscher Titel                                     | Originaltitel                                       | Regisseur                    | Genre                         | Min.                   | Credit                                                | Rolle |
| ---- | --------------------------------------------------- | --------------------------------------------------- | ---------------------------- | ----------------------------- | ---------------------- | ----------------------------------------------------- | --- |
|      |                                                     |                                                     |                              | 1970er                        |                        |                                                       | |
| 1978 | Vorhof zum Paradies                                 | Paradise Alley                                      | Sylvester Stallone           | Sportfilm                     | 107                    | Ja                                                    | Mumbles |
| 1979 | -                                                   | Tom Waits for No One                                | -                            | Animationsfilm                | nicht bekannt          | Ja                                                    | |
|      |                                                     |                                                     |                              | 1980er                        |                        |                                                       | |
| 1981 | Wolfen                                              | Wolfen                                              | Michael Wadleigh             | Horrorfilm                    | 115                    | Nein                                                  | betrunkener Barbesitzer |
| 1982 | Einer mit Herz                                      | One from the Heart                                  | Francis Ford Coppola         | Liebesfilm                    | 115                    | Nein als Schauspieler; Ja als Komponist der Filmmusik | Trompetenspieler; Tom Waits schrieb zudem die Filmmusik, für die er für einen Oscar nominiert wurde. |
| 1983 | Die Outsider                                        | The Outsiders                                       | Francis Ford Coppola         | Drama                         | 87                     | Ja                                                    | Buck Merrill |
| 1983 | Rumble Fish                                         | Rumble Fish                                         | Francis Ford Coppola         | Drama                         | 91                     | Ja                                                    | Benny |
| 1984 | -                                                   | The Stone Boy                                       |                              |                               |                        |                                                       | |
| 1983 | Cotton Club                                         | The Cotton Club                                     | Francis Ford Coppola         | Gangsterfilm                  | 123                    | Ja                                                    | Irving Stark, Conférencier des Cotton Club |
| 1986 | Down by Law                                         | Down by Law                                         | Jim Jarmusch                 | Tragikomödie, Independentfilm | 107                    | Ja                                                    | Zack |
| 1987 | Wolfsmilch                                          | Ironweed                                            | Héctor Babenco               | Filmdrama                     | 137                    | Ja                                                    | |
| 1987 |                                                     | Candy Mountain                                      | Robert Frank, Rudy Wurlitzer | Filmdrama                     | 137                    | Ja                                                    | Musiker Al Silk |
| 1989 | Ausgespielt – Bearskin                              | Bearskin: An Urban Fairytale                        | Ann Guedes, Eduardo Guedes   | Filmdrama, Tragikomödie       | 94                     | Ja                                                    | |
| 1989 |                                                     | Cold Feet                                           | Robert Dornhelm              | Filmdrama, Tragikomödie       | 94                     | Ja                                                    | |
| 1989 | Mystery Train                                       | Mystery Train                                       | Jim Jarmusch                 | Independentfilm               | 113                    | Ja                                                    | DJ-Stimme im Radio, sagt in jeder Episode Elvis Presleys „Blue Moon“ an. |
|      |                                                     |                                                     |                              | 1990er                        |                        |                                                       | |
| 1990 | Die Spur führt zurück – The Two Jakes               | The Two Jakes                                       | Jack Nicholson               | Kriminalfilm, Komödie         | 137                    | Ja                                                    | |
| 1991 | Ein Pfeil in den Himmel                             | At Play in the Fields of the Lord                   | Héctor Babenco               | Abenteuerfilm                 | 189                    | Ja                                                    | |
| 1991 | König der Fischer                                   | The Fisher King                                     | Terry Gilliam                | Filmdrama                     | 137                    | Ja                                                    | obdachloser Kriegsveteran |
| 1991 | Geboren in Queens                                   | Queens Logic                                        | Steve Rash                   | Komödie                       | 112                    | Ja                                                    | |
| 1991 | Bis ans Ende der Welt                               | Until the End of the World                          | Wim Wenders                  | Filmdrama                     | 279 (Kinoversion: 179) | Nein                                                  | Tom Waits spielt sich selbst als Sänger in einer Bar. |
| 1992 | Bram Stoker’s Dracula                               | Dracula                                             | Francis Ford Coppola         | Filmdrama                     | 128                    | Ja                                                    | R.M. Renfield, ein Makler, der beauftragt wurde, für den Grafen Dracula ein Haus in London zu kaufen und nach seiner Heimkehr in die Irrenanstalt eingewiesen wurde. Renfield ernährt sich von Insekten und spürt die Anwesenheit seines Meisters, des Vampirs Graf Dracula, in London. |
| 1993 | Short Cuts                                          | Short Cuts                                          | Robert Altman                | Independentfilm               | 187                    | Ja                                                    | |
| 1995 | Coffee and Cigarettes III (Somewhere in California) | Coffee and Cigarettes III (Somewhere in California) | Jim Jarmusch                 | Gespräch, Kurzfilm            | 12                     | Ja                                                    | Tom Waits spielt sich selbst im Gespräch mit Iggy Pop. |
| 1999 | Mystery Men                                         | Mystery Men                                         | Kinka Usher                  | Komödie                       | 116                    | Ja                                                    | Dr. A. Heller, Waffenkonstrukteur; er bietet den Mystery Men seine Hilfe an und versorgt sie mit nichttödlichen Waffen. |
|      |                                                     |                                                     |                              | 2000er                        |                        |                                                       | |
| 2005 | Domino                                              | Domino – Live Fast, Die Young                       | Tony Scott                   | Actionfilm                    | 122                    | Ja                                                    | Der Wanderer |
| 2005 | Der Tiger und der Schnee                            | La tigre e la neve                                  | Roberto Benigni              | Actionfilm                    | 114                    | Ja                                                    | Tom Waits spielt sich selbst als Klavierspieler bei einer geträumten Hochzeit. |
| 2006 |                                                     | Wristcutters: A Love Story                          | Goran Dukic                  | Fantasy, Komödie              | 122                    | Ja                                                    | |
| 2009 | Das Kabinett des Doktor Parnassus                   | The Imaginarium of Doctor Parnassus                 | Terry Gilliam                | Fantasy                       | 122                    | Ja                                                    | Mr. Nick (Der Teufel), der mit Dr. Parnassus eine Wette um dessen Tochter abgeschlossen hat und ihm Unsterblichkeit verlieh. |
|      |                                                     |                                                     |                              | 2010er                        |                        |                                                       | |
| 2010 | The Book of Eli                                     | The Book of Eli                                     | Albert Hughes, Allen Hughes  | Fantasy, Komödie              | 118                    | Ja                                                    | Mechaniker, der im Auftrag von Carnegie das Schloss an dem Buch von Eli öffnen soll. |
| 2011 | Twixt                                               | Twixt                                               | Francis Ford Coppola         | Thriller, Horrorfilm          | 89                     | Ja                                                    | Erzähler |
| 2012 | 7 Psychos                                           | Seven Psychopaths                                   | Martin McDonagh              | Komödie                       | 110                    | Ja                                                    | Zachariah Rigby, ein sich im Ruhestand befindender Serienmörder mit einem Kaninchen |
| 2018 | The Ballad of Buster Scruggs                        | The Ballad of Buster Scruggs                        | Ethan und Joel Coen          | Western, Episodenfilm         | 132                    | Ja                                                    | Ein Goldsucher in der 4. Episode All Gold Canyon |
| 2018 | Ein Gauner & Gentleman                              | The Old Man & The Gun                               | David Lowery                 | Kriminalkomödie               | 94                     | Ja                                                    | Waller, Mitglied der Bankräuber um den Gentleman Forrest Tucker, gespielt von Robert Redford |
| 2019 | The Dead Don’t Die                                  | The Dead Don’t Die                                  | Jim Jarmusch                 | Horrorkomödie, Zombiefilm     | 105                    | Ja                                                    | Einsiedler-Bob |
|      |                                                     |                                                     |                              | 2020er                        |                        |                                                       | |
| 2021 | Licorice Pizza                                      | Licorice Pizza                                      | Paul Thomas Anderson         | Drama                         | 133                    | Ja                                                    | Rex Blau |